# Acanthops erosa
Acanthops erosa är en bönsyrseart som beskrevs av Jean Guillaume Audinet Serville 1839. Acanthops erosa ingår i släktet Acanthops och familjen Acanthopidae. Inga underarter finns listade i Catalogue of Life.